# طولانی‌ترین سواری (فیلم ۲۰۱۵)
طولانی‌ترین سواری (به انگلیسی: The Longest Ride) فیلمی آمریکایی در سبک درام و عاشقانه به نویسندگی کریگ بولوتین و کارگردانی جورج تلمن جونیور است. این فیلم براساس رمانی عاشقانه به همین نام به قلم نیکلاس اسپارکس ساخته شده‌است. طولانی‌ترین سواری توسط فاکس قرن بیستم در ۳ آوریل ۲۰۱۵ به نمایش درآمد.

## بازیگران اصلی
- بریت رابرتسون در نقش سوفیا دانکو
- اسکات ایستوود در نقش لوکی کولینز
- آلن آلدا در نقش ایرا
- جک هیوستون در نقش ایرا جوان
- اونا کاستیلا چاپلین در نقش روث
- ملیسا بنویست در نقش مارسیا